# Гойя (Корриентес)
Гойя (исп. Goya) — город на юго-западе провинции Корриентес в регионе Междуречье на северо-востоке Аргентины. Административный центр одноименного департамента.
Является 2-м по величине городом провинции Корриентес и 6-м — в Северо-Восточной Аргентине.
Расположен в 218 км от административной столицы провинции Корриентес на реке Парана напротив города Реконкиста провинции Санта-Фе. Близ города в Парану впадает река Санта-Люсия.
Население в 2012 году составляло 73 511 жителей.

## История

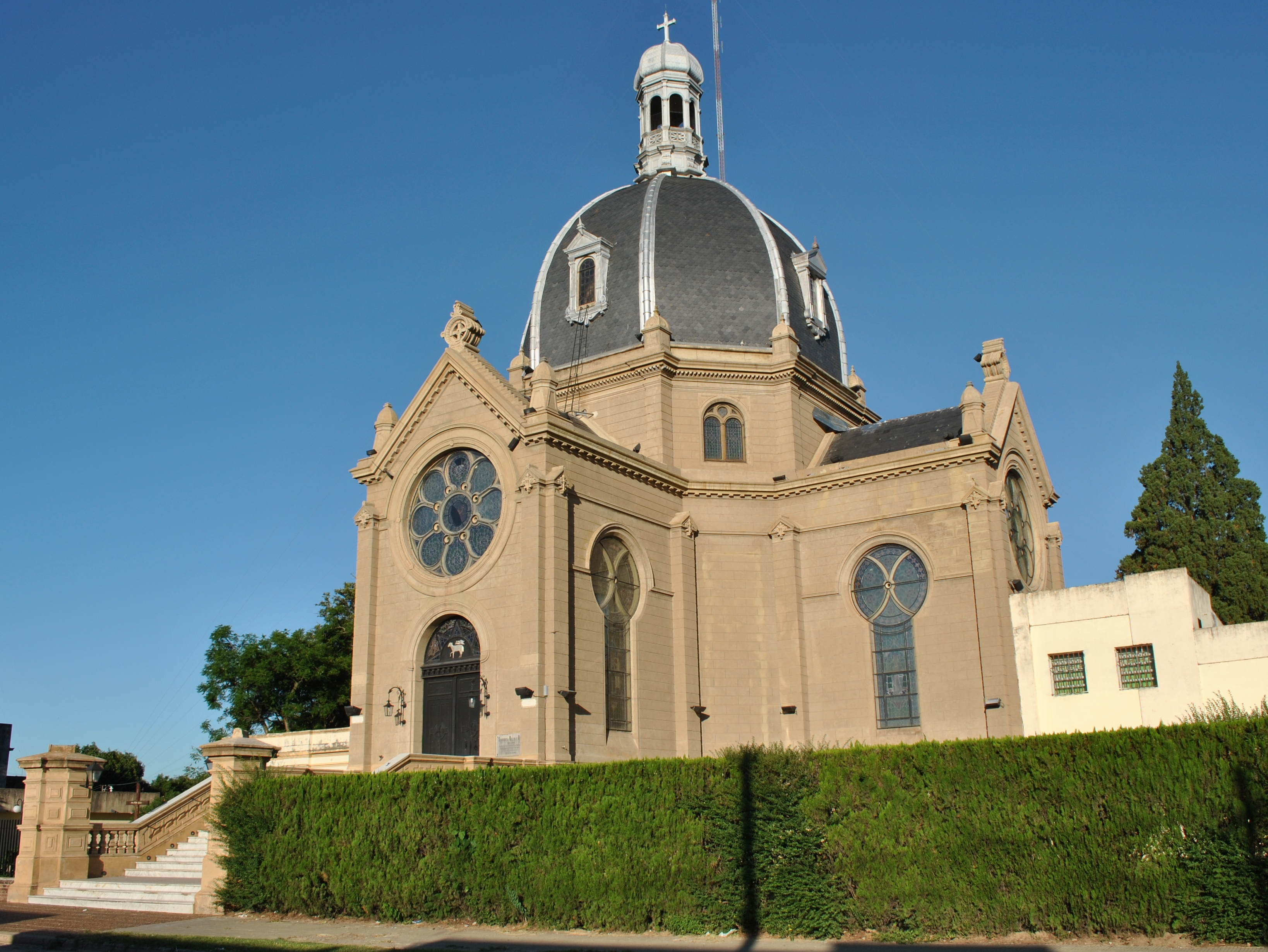
Церковь «La Rotonda»

В отличие от других поселений в этом районе, Гойя возник спонтанно в результате речной торговли, которая развивалась по р. Парана. Река была естественным путём для ввоза и вывоза товаров в Парагвай, который в то время входил в состав вице-королевства Рио-де-ла-Плата.
Сейчас — центр района, где выращивают фруктовые деревья, хлопок и табак; имеется пищевая, деревообрабатывающая, кожевенная и керамическая промышленность; речной порт; аэропорт.
Центр Епархии Римско-Католической церкви Гойя.

## Известные уроженцы и жители
- Монсон, Педро — футболист и тренер.
- Охеда, Педро — футболист.
- Хуан Баутиста Флейтас (1871—1954) — аргентинский политик, государственный деятель.

## Города-партнёры
- Сальто Уругвай